# Occupation de l'Allemagne après la Seconde Guerre mondiale
1945–1949
Entités précédentes :
- Troisième Reich

Entités suivantes :
- Protectorat de la Sarre (1947)
- République fédérale d'Allemagne
- Berlin-Ouest
- République démocratique allemande (dont Berlin-Est)

L’occupation de l’Allemagne après la Seconde Guerre mondiale résulte de la volonté des Quatre Puissances d'éliminer en profondeur le régime nazi et de prévenir tout risque de résurgence du militarisme allemand. Préparé depuis 1943, le régime d'occupation mis en place après la capitulation du 8 mai 1945 soumet entièrement l'Allemagne à ses occupants : l'État allemand n'existe plus et le territoire allemand est découpé en quatre zones d'occupation. Mais la mésentente entre les Alliés, les urgences humanitaire et économique, puis la guerre froide se traduisent par de nombreuses et rapides évolutions du régime d'occupation. L'occupation dans sa pleine acception prend fin en 1949 avec la renaissance de l'Allemagne via l'instauration de deux États allemands, la RFA et la RDA. Mais jusqu'à la réunification en 1990, les deux Allemagnes ne jouissent pas de leur pleine souveraineté et d'importantes forces militaires des Quatre Puissances demeurent stationnées sur leur sol.
L'occupation de l'Allemagne connaît trois phases successives. Durant la première phase, entre 1945 et 1948, les Quatre Puissances alliées exercent l'autorité suprême en Allemagne et il n'existe plus d'État allemand central. Durant la deuxième phase, entre 1949 et 1954, la rupture entre les trois puissances occidentales et l'Union soviétique aboutit à la renaissance de l'Allemagne au prix de sa division en deux États, la République démocratique allemande sur le territoire de la zone d'occupation soviétique et la République fédérale d'Allemagne sur le territoire des zones américaine, britannique et française. Les Trois Puissances occidentales adoptent un statut unique d'occupation qui octroie à la RFA une large autonomie administrative et législative. Durant la troisième phase, à partir de 1954, l'existence des deux États allemands est consolidée par leur intégration complète au sein des blocs de l'Ouest et de l'Est et leur souveraineté est restaurée, sauf sur les questions relatives à l'Allemagne dans son ensemble et à Berlin pour lesquelles les Quatre Puissances conservent leurs droits réservés.
Après 1956, si le statu quo prévaut globalement en Europe entre l'Est et l'Ouest, l'Allemagne demeure un enjeu majeur de la guerre froide. Les tensions se cristallisent autour de Berlin où la crise ouverte en 1958 se conclut par la construction du mur de Berlin en 1961. La détente s'installe au début des années 1970, et les Quatre Puissances agissant au nom de leurs droits réservés concluent en 1971 un accord définitif sur Berlin. Après la chute du mur de Berlin et des régimes communistes de l'Est, le Traité portant règlement définitif concernant l'Allemagne signé en 1990, préalablement à la réunification de l'Allemagne, est le dernier acte juridique pris par les Quatre Puissances au nom de leurs droits et responsabilités relatifs à Berlin et à l'Allemagne dans son ensemble issues des accords d'occupation de l'Allemagne de 1945.

## Préparation de l'occupation de l'Allemagne (1943-1945)
La question allemande est centrale dans la diplomatie des Alliés à la fin de la Seconde Guerre mondiale et durant les premières années de la guerre froide. Elle recouvre plusieurs sujets. Le premier d’entre eux est l’existence même de l’Allemagne après la victoire des Alliés sur le Troisième Reich. Il s'agit pour les vainqueurs, après deux guerres mondiales, que l'Allemagne ne puisse être à nouveau à l'origine d'un conflit destructeur en Europe. Mais d'autres sujets occupent également une place importante dans les négociations : quelles frontières instaurer pour l'Allemagne et plus largement en Europe après les redécoupages opérés par les nazis et les Soviétiques, comment occuper et administrer l'Allemagne pour la démilitariser et éliminer le nazisme, quelles réparations de guerre exiger de l'Allemagne, que faire de l'industrie allemande, particulièrement de l'industrie lourde capable de produire en quantité du matériel militaire, quelles conditions de vie imposer au peuple allemand ?
Ces questions sont abordées par les dirigeants alliés durant les conférences interalliées de Téhéran (1943), de Yalta (février 1945) et de Potsdam (août 1945) où les « Trois grands » jettent les bases de l'organisation du monde de l'après-guerre et plus particulièrement définissent le sort de l'Allemagne après la cessation des hostilités de la Seconde Guerre mondiale.
En complément, fin 1943, les leaders délèguent à une « Commission consultative européenne » (en anglais European Advisory Commission (EAC)) la tâche d'élaborer des propositions détaillées concernant les conditions de reddition, les frontières et le statut de l'Allemagne. En août 1945, un Conseil des ministres des Affaires étrangères (CMAE) est instauré en remplacement de l'EAC pour régler toutes les questions restées sans réponse à Potsdam et plus particulièrement pour établir des traités de paix entre tous les pays européens belligérants. De 1945 à 1949, six conférences d'une durée de deux à plusieurs semaines se tiennent, mais sans parvenir à un accord sur l'Allemagne et l'Autriche.
Les conditions juridiques et pratiques de la reddition puis de l'occupation de l'Allemagne sont longuement débattues par les trois Grands de 1943 à 1945. La France devient progressivement un quatrième partenaire, peu associé aux décisions initiales, mais de plein droit pour leur mise en œuvre.

### Démembrement ou non de l'Allemagne
Dans un premier temps, les Alliés envisagent de démembrer l’Allemagne à la fin de la guerre pour éviter tout risque de résurgence du militarisme allemand et d’un État pouvant à nouveau déstabiliser la paix en Europe.
Sur ce thème de l'existence même de l'Allemagne, viennent se greffer plusieurs questions : quelles frontières pour l’Allemagne, quelle place pour l’Allemagne dans l’Europe de l’après-guerre, quelle « autorité » allemande pour négocier le traité de paix entre l’Allemagne et les Alliés ? Longtemps, les Alliés envisagent le démembrement de l'Allemagne en plusieurs États. Cette option ne figure pas dans le communiqué final de la conférence de Téhéran, mais elle est longuement discutée par Churchill, Roosevelt et Staline le 1er décembre 1943, conjointement avec la question également cruciale des futures frontières de la Pologne.
À Yalta, en février 1945, les Alliés précisent leur position commune qui figure dans le protocole des travaux signé par les ministres des Affaires étrangères, Eden, Molotov et Stettinius : « Le Royaume-Uni, les États-Unis et l'URSS détiendront l'autorité suprême en ce qui concerne l'Allemagne. Dans l'exercice de cette autorité ils prendront telles mesures qu'ils estimeront requises par la paix future et la sécurité, y compris le désarmement complet, la démilitarisation et le démembrement de l'Allemagne ».
À ce stade, il s'agit plus d'une intention que d'une décision étayée par un plan précis. En réalité, la question fait débat chez les « Trois Grands » qui n'en définissent pas les modalités pratiques. Le 9 mai 1945, dans son message de victoire à la population soviétique, Staline affirme que « l'Union soviétique célèbre la victoire, même si elle n'a pas l'intention de démembrer ou de détruire l'Allemagne ». Il confirme le 28 mai 1945 à Harry Hopkins que pour lui aucune décision définitive sur ce sujet n'a été prise à Yalta. Le sujet est définitivement enterré,.
Quelques jours après la bataille de Berlin, la capitulation militaire allemande est signée les 7 et 8 mai 1945 mettant fin à la Seconde Guerre mondiale en Europe. Les déclarations signées à Berlin le 5 juin 1945 par les commandants en chef alliés fixent définitivement le statut d'occupation de l'Allemagne. Dans le premier document, les Alliés constatent qu'il « n'existe pas en Allemagne de gouvernement central, d'autorité centrale en état d'assumer la responsabilité du maintien de l'ordre ou l'administration du pays, et l'exécution des exigences des puissances victorieuses » et déclarent qu'en conséquence « ils assument l'autorité suprême à l'égard de l'Allemagne y compris tous les pouvoirs détenus par le gouvernement allemand, par le haut commandement allemand et par tout gouvernement ou autorité d'État, municipal ou local ». La déclaration précise que « la prise de cette autorité et de ces pouvoirs n'a pas pour effet d'annexer l'Allemagne »,,.
Les « Trois Grands » se retrouvent à Potsdam du 17 juillet 1945 au 2 août 1945, où ils ne font que peu de progrès sur la définition d'une vision commune du futur de l'Allemagne. L'article I du protocole final établit un « Conseil des ministres des Affaires étrangères » (CMAE) appelé à se réunir trois ou quatre fois par an en vue d'élaborer les traités de paix définitifs avec l'Allemagne et les autres belligérants européens. L'article II reprend les dispositions figurant dans les déclarations du 5 juin auxquelles il apporte des précisions sur la dénazification et la gouvernance politique de l'Allemagne, placée sous l'autorité des Alliés et privée de gouvernement central, dont « l'administration […] devra être orientée dans le sens de la décentralisation politique » et où « l'autonomie locale sera rétablie [...] d'après des principes démocratiques et plus particulièrement grâce à des conseils élus ». En matière économique, selon les termes de l'article III, la transformation de l'Allemagne en un pays purement agricole, un temps considérée, est définitivement abandonnée, « l'Allemagne sera traitée comme une entité économique unique », et l'industrie sera sévèrement contrôlée afin d'empêcher toute production utile à une économie de guerre. Les questions relatives aux réparations et aux marines de guerre et marchande allemandes ont occupé une grande place durant la conférence et font l'objet spécifiquement des articles IV et V du protocole.
Malgré l’instauration de deux États allemands en 1949, le noyau dur des accords de Potsdam, que constitue l'autorité suprême des Alliés sur l'Allemagne et le découpage du pays et de Berlin en quatre zones, demeurera la pierre angulaire des relations diplomatiques entre les quatre puissances jusqu’à la fin de la guerre froide. Le traité portant règlement définitif concernant l'Allemagne de 1990 et la réunification allemande la même année y mettront fin.

### Frontières de l'Allemagne et zones d'occupation

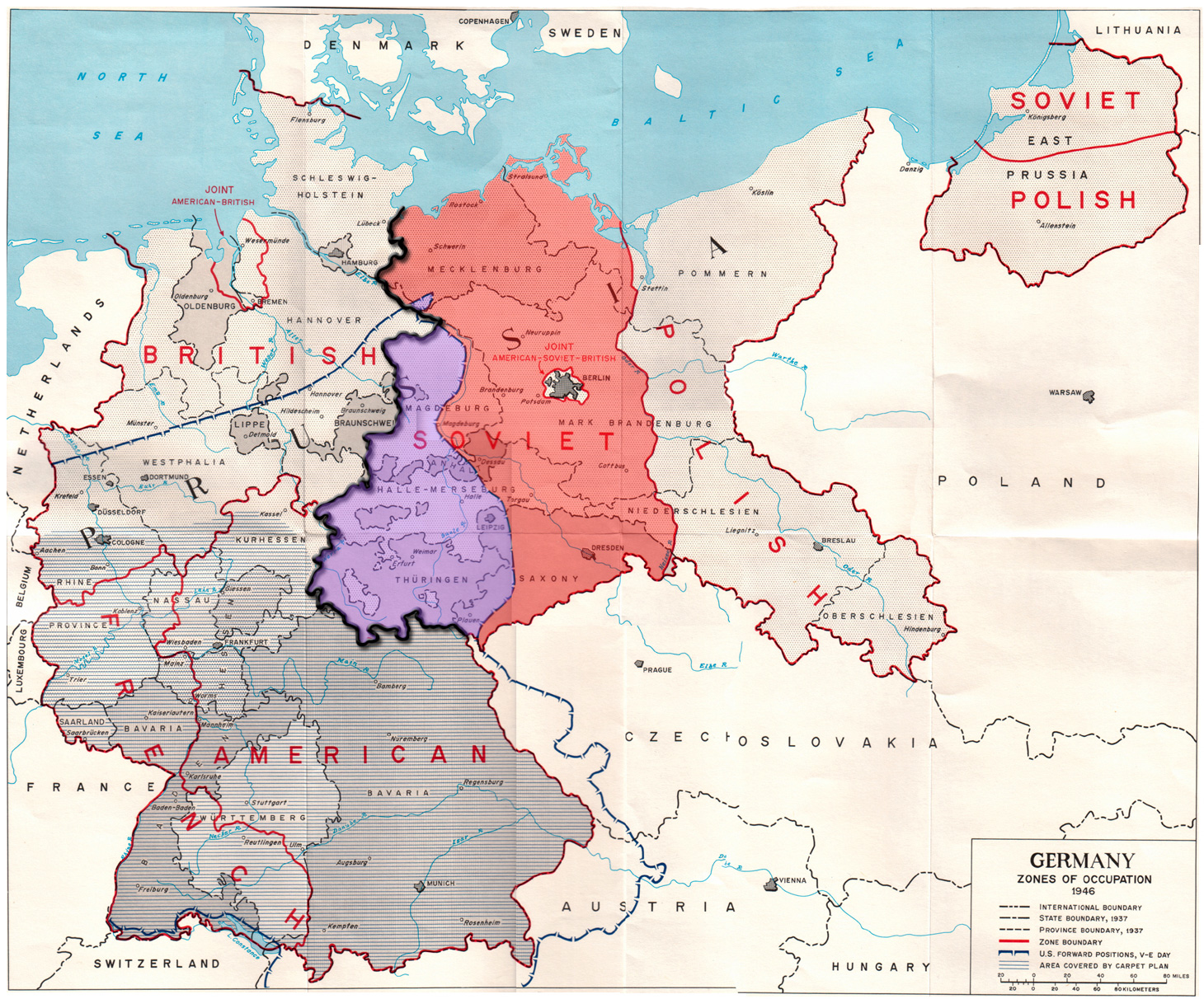
Positions effectives des troupes d'occupation en juillet 1945 (avant l'application des accords de Yalta) : la zone violette correspond à celle occupée par les Alliés occidentaux qui est ensuite évacuée au profit des Soviétiques (déjà présents dans la zone marquée ici en rouge), afin que ceux-ci puissent en contrepartie céder aux Occidentaux les secteurs convenus de Berlin-Ouest.

Le second sujet clé est celui des frontières allemandes et de l’occupation du pays par les Alliés, dont le principe ne fait pas débat, mais dont les modalités sont en revanche un enjeu important à court et moyen terme. Les travaux de la Commission consultative européenne (EAC) aboutissent le 12 septembre 1944 à un premier protocole d'accord entre les « Trois grands » relativement aux zones d'occupation en Allemagne et à l'administration du Grand Berlin. Ce protocole stipule que « l’Allemagne, à l’intérieur de ses frontières telles que celles-ci existaient au 31 décembre 1937, sera divisée pour les besoins de l’occupation en trois zones, une de ces zones étant attribuée à chacune des trois puissances, et en une zone spéciale pour Berlin qui sera occupée conjointement par les trois puissances ».
Ce protocole est modifié le 14 novembre 1944. Invitée à participer aux travaux de l'EAC, la France y siège à partir du 27 novembre. Faisant suite à la décision des « Trois Grands » lors de la conférence de Yalta en février 1945 de donner à la France une zone d'occupation prise sur celles des États-Unis et du Royaume-Uni, l'EAC en définit les limites dans un accord signé par les quatre parties le 26 juillet 1945.
La question des frontières de la Pologne est intimement liée à celles de l'Allemagne. Elle occupe une place considérable dans les séances plénières entre les trois dirigeants à Yalta comme à Potsdam. Staline veut à tout prix « déplacer » vers l'ouest la Pologne et que l'URSS bénéficie d'un accès aux eaux libres de la Baltique. Un accord est trouvé à Potsdam qui écorne fortement la référence aux frontières du 31 décembre 1937. L'article V entérine le fait que « la conférence a accepté le principe de la proposition soviétique concernant le transfert définitif à l'URSS de la ville de Koenigsberg et de la région adjacente » ; ces territoires, détachés de la Prusse-Orientale, bordés par la Baltique, vont former l'oblast de Kaliningrad au sein de la Russie, avec laquelle ils ne sont pas contigus. Concernant la Pologne, l'accord se fait à Yalta pour que sa frontière Est suive la ligne Curzon à quelques modifications mineures près, puis se fait à Potsdam pour que sa frontière Ouest suive la ligne Oder-Neisse, située très à l'intérieur des frontières allemandes de 1937.

## L'Allemagne occupée (1945-1948)
Dans un premier temps, entre 1945 et 1948, l'État allemand n'existe plus, mais il ne s'agit pas pour autant d'annexer le pays.

### Occupation quadripartite

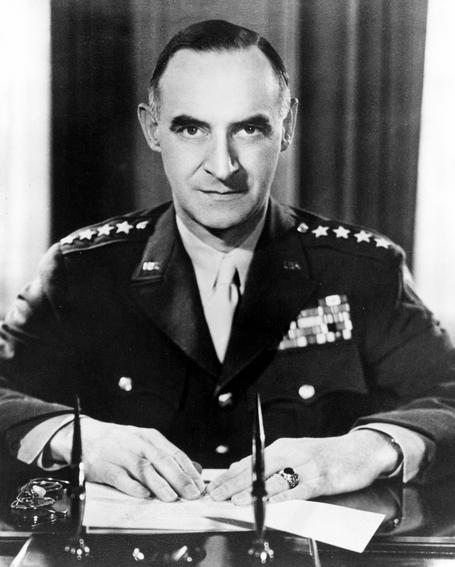
Lucius D. Clay.

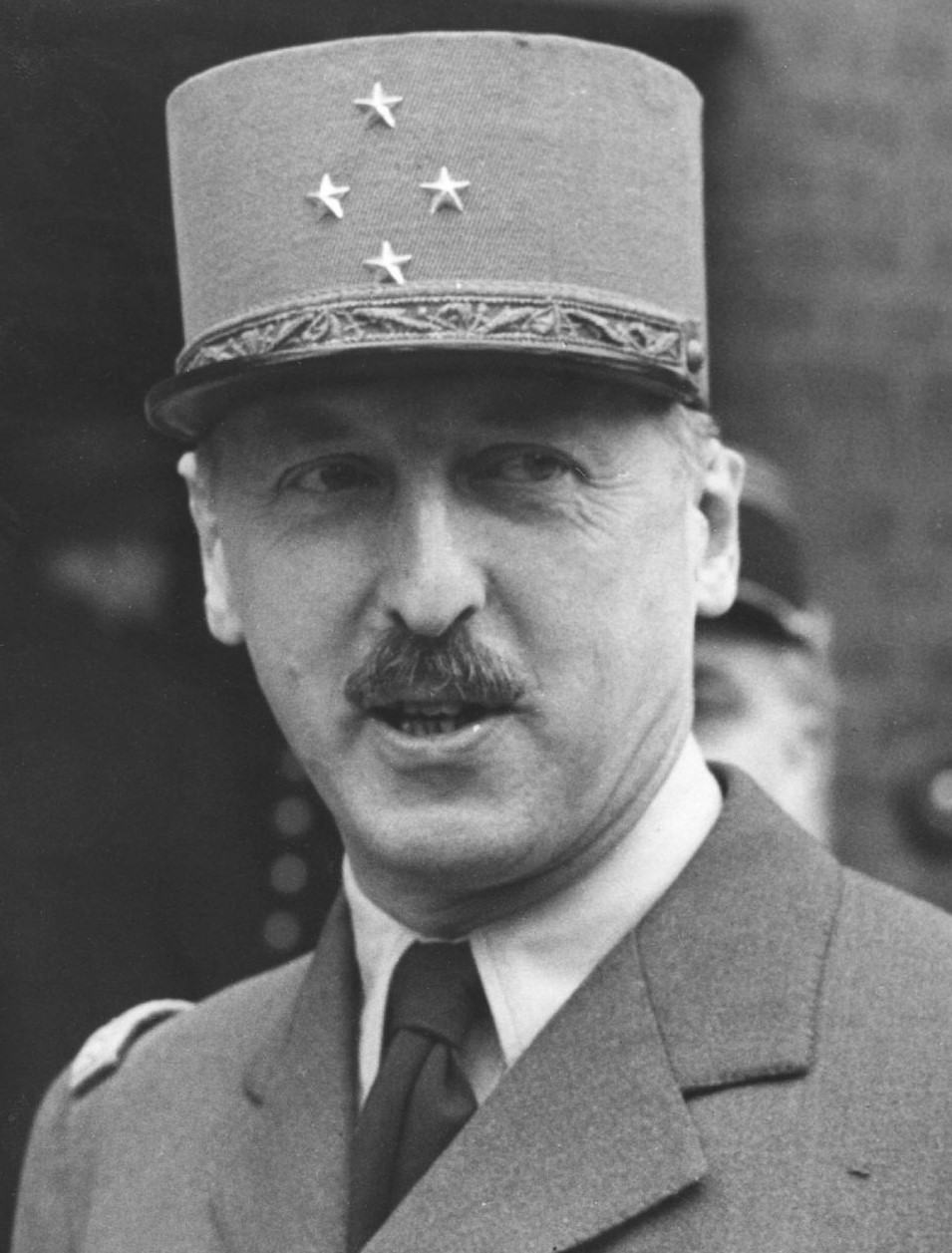
Marie-Pierre Kœnig.

Les décisions du Conseil de contrôle allié (CCA), qui siège à Berlin dans le quartier de Schöneberg, doivent être prises à l'unanimité par les quatre gouverneurs militaires. Lucius D. Clay, pour les États-Unis et Marie-Pierre Koenig pour la France exercent cette responsabilité durant la période cruciale de 1947 à 1949 qui s'achève par le blocus de Berlin et la fin de facto de la gouvernance quadripartite.
L'objectif initial est de ne gérer en consensus entre les Alliés que les questions touchant l’Allemagne dans son ensemble et de se passer au moins initialement d’un échelon politico-administratif allemand central important. En pratique, le fonctionnement du CCA est chaotique en raison de l'obstruction fréquente des Français, qui ne se sentent pas tenus par les décisions prises à la conférence de Potsdam à laquelle ils n'ont pas été invités à participer, et de celle des Soviétiques. Notamment, la France bloque la création d'administrations centrales allemandes, pourtant prévues par le protocole de Potsdam. Le CCA n’exerce donc qu'une fraction des fonctions gouvernementales concernant l’Allemagne entière. Le pouvoir réel se trouve entre les mains des quatre gouvernements militaires alliés, chacun se retrouvant ainsi très libre de son action dans sa zone d’occupation. Aussi, les « Quatre puissances » occupantes exploitent-elles à leur profit le principe adopté à Potsdam que « l'administration de l'Allemagne [soit] orientée dans le sens de la décentralisation politique et du développement des responsabilités locales »,.
Formalisé par la directive JCS 1067 du 10 mai 1945, le régime d'occupation initial mis en place par les États-Unis dans leur zone est naturellement inspiré de la guerre totale avec le régime nazi. En juillet 1946, durant le deuxième CMAE, Georges Bidault expose le point de vue de la France sur l'occupation de l'Allemagne : il se déclare en accord avec les objectifs généraux relatifs au désarmement et à la dénazification de l'Allemagne ainsi qu'à l'octroi de réparations aux pays ayant souffert de la guerre, soutenus également par V. Molotov. En revanche, il rappelle que les demandes de la France que la Ruhr, la Rhénanie et la Sarre soient séparées de l'Allemagne n'ont pas été prises en compte à Potsdam,.
Les Alliés veulent être à l'abri d'une renaissance militaire de l'Allemagne en lui interdisant de remettre sur pieds des forces armées et en s'assurant que son appareil industriel ne soit pas en mesure de produire à nouveau des équipements militaires. Si le premier sujet fait consensus, il n'en va pas de même du sort à réserver à l'industrie allemande.

### Du chaos au début de la reconstruction allemande

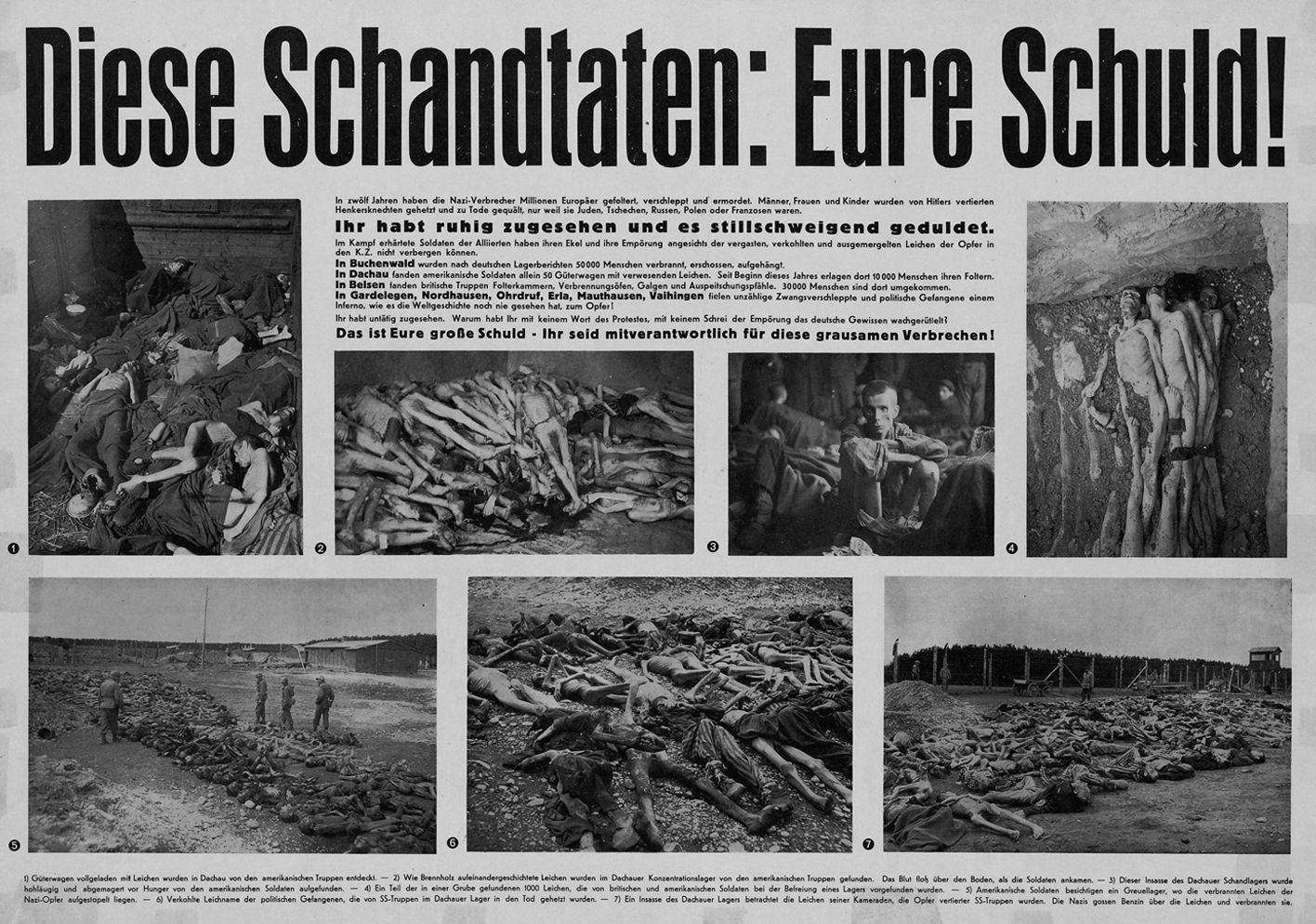
« Ces atrocités : votre faute ! ».

Lorsque les armes se taisent le 8 mai 1945, l’Allemagne n'est pas considérée comme un territoire libéré, mais comme un pays vaincu, coupable d'avoir déclenché la plus meurtrière des guerres et d'avoir commis les crimes les plus abominables. Durant les premiers mois de l'occupation, le pays est en plein chaos et le sort de la population n'est pas la priorité des Alliés davantage mobilisés pour le désarmement, la dénazification et le démontage des usines pour les expédier dans leur propre pays.
Les Allemands qualifient ce moment d'« heure zéro » (« Stunde Null ») tant tout est à reconstruire, qu'il s'agisse des logements, de l'économie, de la vie politique. Les grandes villes ont été détruites à 50-70 % par les bombardements alliés. Mais surtout, la population a faim et froid, d'autant plus que les hivers 1945-46 et 1946-47 sont particulièrement rigoureux. Cette situation n'est pas propre à l'Allemagne, le charbon manque partout en Europe, rendant difficiles les négociations entre les Quatre puissances sur la répartition du charbon produit en Allemagne. Les zones d'occupation occidentales sont structurellement déficitaires sur le plan agricole, mais les Soviétiques contrôlent toutes les sorties de marchandises de leur zone et négocient chèrement les maigres exportations agricoles qu'ils autorisent. La ration alimentaire quotidienne est d'environ 1 000 calories, ce qui est très insuffisant,. Dans la zone britannique, la nourriture manque durant le premier trimestre 1946 ; un rationnement à 1 000 calories par jour est en place qui a pour effet de faire baisser de 20 % la production de charbon dans la Ruhr ; des trains sont pillés par la population pour se procurer vivres et charbon.
Les politiques menées par les occupants deviennent rapidement propres à chacune des quatre puissances, mais partout la nécessité de coopérer avec la population allemande et de compter sur ses propres capacités à se relever du chaos, à entreprendre la reconstruction et à relancer l'agriculture et l'industrie s'impose. Ce changement d'attitude, plus précoce et marqué chez les Américains, est illustré par le discours du secrétaire d'État James Byrnes à Stuttgart en septembre 1946 qui insiste sur le transfert aux Allemands de la gestion de leurs affaires intérieures, sous surveillance alliée,.
| Source de l'aide | 1946 | 1947 | 1948 | 1949 | 1950 | 1951 | 1952 | Total |
| ---------------- | ---- | ---- | ---- | ---- | ---- | ---- | ---- | ----- |
| GARIOA et autres | 196  | 298  | 850  | 652  | 443  | -9   | 15   | 2 445 |
| Plan Marshall    | 0    | 0    | 0    | 606  | 290  | 402  | 92   | 1 390 |
| Aide militaire   |      |      |      |      |      | 260  | 203  | 463   |
| Total            | 196  | 298  | 850  | 1258 | 733  | 653  | 310  | 4 298 |

L'aide américaine et britannique pour permettre à la population allemande de survivre s'organise dès 1945. À partir de 1946, le programme public américain Government Aid and Relief in Occupied Areas (GARIOA) finance d'importantes importations de nourriture dans la zone américaine d'occupation, et les Britanniques sont forcés d'en faire autant dans leur zone qui inclut la Ruhr, très industrielle mais peu agricole. De 1945 à la fin du plan Marshall en 1952, l'aide américaine représente environ 4,3 milliards de dollars (soit 29,6 milliards en dollars de 2005) dont 3,3 milliards sous forme de dons. L'aide anglaise représente de 1945 à 1948 environ 750 millions de dollars, dont 627 millions versés en 1945 et 1946. En 1947 le Royaume-Uni, financièrement exsangue, réduit fortement cette aide qui cesse à partir de 1948.
Les États-Unis veulent dès le départ que l'Allemagne soit intégrée au plan Marshall. À partir de 1947, les Américains sont convaincus que le redémarrage à grande échelle de l'industrie allemande est une des conditions sine qua non du relèvement de l'Europe occidentale, lui-même indispensable pour qu'elle ne passe pas sous le contrôle des communistes. Le soutien constant des États-Unis à la reprise de la vie économique et politique en Allemagne aboutit en moins de trois ans à un changement radical de la relation : les États-Unis, puis le Royaume-Uni, ne sont plus perçus comme des occupants mais comme des protecteurs, image qui sera sacralisée en 1948-1949 par la réussite du pont aérien mis en place pour contrecarrer le blocus de Berlin.

### Reprise de la vie politique dans l'Allemagne occupée
Les Alliés sont conscients qu'ils ne peuvent par eux-mêmes administrer et prendre en charge totalement la population allemande. Les Alliés peuvent s'appuyer sur les Länder préexistants, ou d'autres nouvellement créés, à la tête desquels ils placent des hommes de confiance (souvent d'anciens résistants allemands, voire, avant la dénazification, des nazis plus ou moins repentis), afin de pouvoir administrer chacune de leurs zones. Aussi les échelons politiques et administratifs locaux et régionaux, les Länder, sont-ils restaurés dès 1946. Soumis à autorisation des Alliés, les partis politiques « démocratiques » peuvent se reformer.

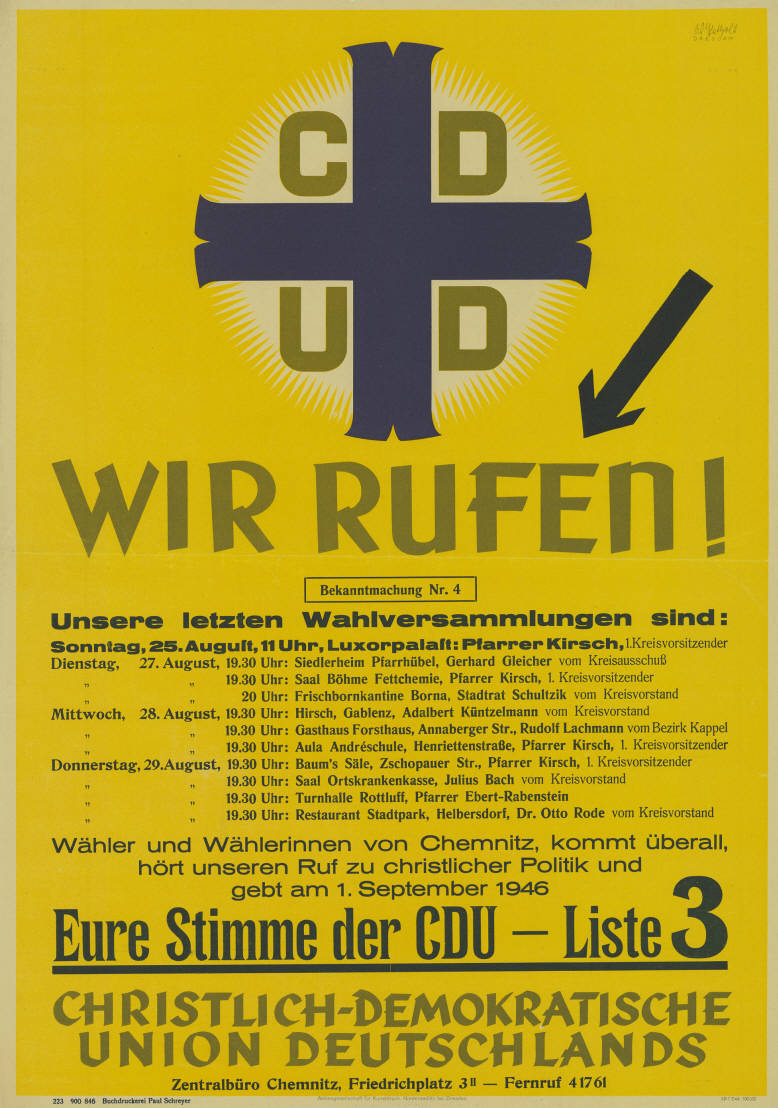
Affiche appelant à voter pour la CDUD.

Dans la zone d'occupation soviétique, la SMAD crée cinq Länder et autorise en 1945 la reconstitution de quatre partis : le Parti communiste (KPD), le Parti social-démocrate (SPD), l'Union chrétienne-démocrate (CDUD) et le Parti libéral-démocrate (LDPD). Le KPD et le SPD sont forcés de fusionner pour former le Parti socialiste unifié (SED) lors d'un congrès joint organisé du 19 au 22 avril 1946 à Berlin. Staline attend du SED qu'il soit le parti de l'unité allemande, capable de rayonner même dans les zones d'occupation Ouest,. Le SED obtient une courte majorité aux élections locales de septembre 1946, et s'approche de la majorité dans les cinq Länder lors des élections d'octobre 1946, les dernières qui puissent être considérées comme libres malgré les avantages dont le SED bénéficie durant les campagnes électorales. Ces résultats ne satisfont pas Staline qui veut pouvoir s'appuyer sur une « vague populaire » pour justifier la mise en place du modèle soviétique dans sa zone d'occupation.
Dans le Grand Berlin, la situation est différente : les élections y sont organisées de façon globale sans distinction de zone. Lors de l'élection au conseil municipal du Grand Berlin du 20 octobre 1946, le SPD obtient 48,7 % des votes, la CDU 22,2 % et le SED 19,8 %. Aucune autre élection ne se tiendra pour le Grand Berlin jusqu'à la réunification de l'Allemagne.
Entre 1946 et 1947, des élections locales et régionales — dans les nouveaux Länder créés par les quatre puissances occupantes —ont lieu partout mais selon des modalités propres à chaque zone d'occupation. Dans les années 1948 à 1956, le SPD devance la CDU au total des voix recueillies dans les Länder des zones d'occupation occidentales. Autorisé à présenter des listes, le KPD ne recueille que 6,5 % des votes en 1946, chiffre qui tombe à 0,5 % en 1956, année de sa dissolution par le Tribunal constitutionnel fédéral, au motif d'être une organisation inconstitutionnelle.

### Impossible accord entre les quatre puissances sur l'avenir de l'Allemagne

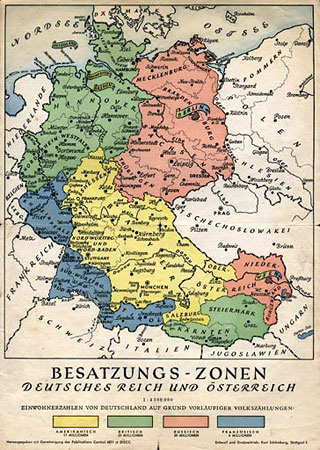
Zones d'occupation en Allemagne et en Autriche. La Pologne récupère des territoires de l'Est de l'Allemagne et la moitié sud de la Prusse-Orientale, l'URSS annexant le Nord de cette dernière.

Les réunions successives du Conseil des ministres des Affaires étrangères n'apportent que des progrès limités concernant l'élaboration d'un traité de paix avec l'Allemagne.
Rendant compte du deuxième CMAE, qui se tient d'avril à juillet 1946, Byrnes se plaint du refus soviétique de discuter de la proposition américaine d'un traité de désarmement de l'Allemagne pour vingt-cinq ans et de l'obstruction soviétique mais aussi française à ce que les agences centrales chargées d'administrer globalement l'Allemagne voient le jour. Il en tire la conclusion que « l'Allemagne est administrée dans quatre compartiments fermés entre lesquels la circulation des personnes, du commerce et des idées sont plus étroitement restreintes qu'entre la plupart des pays indépendants ». Au cours de ce même CMAE, Molotov réaffirme que pour les Soviétiques, ce serait « une erreur d'adopter une politique d'élimination de l'Allemagne en tant qu'État, ou d'en faire un pays strictement agraire en détruisant ses principaux centres industriels ». Illustrant le dialogue de sourds qui s'installe entre les Soviétiques et les Américains, Molotov insinue que ceux-ci veulent démembrer l'Allemagne, mettre en place une organisation fédérale et détacher la Ruhr du reste du pays à leur profit.
Le point d'achoppement principal est celui de la recréation d'un gouvernement central allemand. Dans un entretien accordé à l'United Press en octobre 1946, Staline se prononce en faveur de l'unité économique et politique de l'Allemagne et de la restauration d'un État central allemand. En revanche, il dit douter que le processus démocratique se déroule de façon satisfaisante, une manière de prendre ses distances avec les élections organisées durant les mois précédents dans les zones autres que celle administrée par les Soviétiques. Or les Occidentaux font de la tenue d'élections nationales véritablement libres un préalable à la constitution de ce gouvernement central.

#### Demandes particulières de la France
Le GPRF a été tenu à l'écart de la conférence de Potsdam. Dans un mémorandum remis dès septembre 1945 aux délégations du CMAE, la France fait part de ses réserves concernant « la prévision d'une reconstitution d'un gouvernement central en Allemagne », du moins tant que les frontières de l'Allemagne n'auront pas été fixées, et réitère sa demande que la Sarre et la région rhéno-westphalienne soient séparées de l'Allemagne. Le départ de Charles de Gaulle en janvier 1946 ne modifie pas la position française. Un nouveau mémorandum sur la séparation et sur la réorganisation du contrôle des territoires de la Rhénanie, de la Ruhr et de la Sarre est présenté par la France en avril 1946 durant le deuxième CMAE qui s'achève sans qu'aucun accord sur l'Allemagne ne soit trouvé par les quatre puissances,,.
Concernant la Sarre, Georges Bidault, ministre des Affaires étrangères du GPRF, annonce en juin 1946 l'intention de la France de s'approprier les mines de la Sarre et de former une union économique, douanière et monétaire entre la Sarre et la France. Faute qu'un accord soit trouvé en CMAE, la France adopte de 1946 une 1948 une politique des « petits pas », plus ou moins avec l'assentiment des Américains et des Britanniques, avec le soutien d'une large majorité de la population sarroise. Le ministre des Affaires étrangères britannique, E. Bevin, se déclare en octobre 1946 d'accord avec l'incorporation de la Sarre dans le système économique et administratif de la France, sans qu'il s'agisse d'une annexion. En décembre 1946, sur ordre du général Koenig, une frontière est établie entre la Sarre et le Land de Rhénanie-Palatinat voisin, surveillée par 1 200 douaniers français. Issue des élections régionales du 5 octobre 1947, l'assemblée constituante approuve une constitution par laquelle la Sarre devient un État partiellement autonome sous le nom de Saarland, placé sous tutelle française. Fin 1947, le franc est introduit comme monnaie légale en Sarre. En mars 1948, la Sarre est pleinement intégrée à la zone douanière et monétaire française. À partir du 15 mai 1948, les Sarrois peuvent entrer librement en France. Le 15 juillet 1948, une citoyenneté sarroise distincte (« Sarrois ») est créée, reconnue en France et en Sarre mais pas internationalement,.

### Premières initiatives américaines et britanniques
Les Américains et les Britanniques sont, entre 1945 et 1948, constamment à l'initiative pour faire évoluer les modalités d'occupation de l'Allemagne. Leurs motivations sont un mélange de considérations idéologiques, humanitaires et de pur réalisme politique. Ce n'est pas encore tout à fait la guerre froide avec Moscou, mais trouver un terrain d'entente entre les Alliés devient de plus en plus difficile, que ce soit au niveau politique lors des réunions du Conseil des ministres des Affaires étrangères (CMAE) ou au niveau du Conseil de contrôle allié (CCA).
Dès septembre 1946, le secrétaire d'État James Byrnes appelle à la paix avec le peuple allemand et prône l'instauration d'un État fédéral allemand. Les décisions s'enchaînent dans les mois qui suivent : fusion de la zone d'occupation américaine avec celle des Britanniques pour former la « bizone », transfert aux administrations allemandes des Länder de tous les pouvoirs exécutifs, législatifs et judiciaires à l'exception de ceux explicitement du ressort du CCA, mise en place d'une première organisation intégrée d'administration de leurs deux zones fusionnées, consistant en un Conseil économique (Wirtschaftsrat) et un Comité exécutif (Exekutivausschuss) où siègent des élus et des fonctionnaires allemands, préfigurant une administration d'État allemande, entrée en vigueur de la nouvelle directive d'occupation JCS 1776. La France décline l'offre de joindre sa zone à la bizone anglo-américaine. Le PCF est au faîte de sa puissance et la diplomatie française mise encore sur une forme d'équilibre entre les Américains et les Soviétiques, dans la logique du traité d'alliance entre la France et l'URSS.
Après l'échec du cinquième CMAE qui se tient à Londres fin 1947, les Occidentaux souhaitent aller plus loin dans la voie du redressement de l'Europe en y incluant l'Allemagne. Dans cette optique, s'ouvre le 23 février 1948 la conférence de Londres entre les « Trois Puissances » occidentales et les trois pays du Benelux en vue de définir une vision conjointe sur l'Allemagne. À l'issue de cette conférence, le communiqué commun publié le 7 juin 1948 pose le principe de la création d'un État fédéral allemand. Le 1er juillet 1948, les gouverneurs militaires des trois puissances remettent aux présidents des Länder les documents de Francfort, base de travail pour la rédaction de la Loi fondamentale de la République fédérale d'Allemagne,.
Dans le même temps, le Congrès américain approuve le Plan Marshall, ce qui permet à Truman de signer le Foreign Assistance Act le 3 avril 1948 et de débloquer les premiers versements de l'aide aux Européens.
Les Occidentaux s'accordent aussi sur l'urgence de la mise en place d'une réforme monétaire pour retirer de la circulation l’excédent monétaire, éliminer le marché noir et favoriser l'augmentation de la production. Bloquée au niveau du CCA, elle est néanmoins préparée en secret par les trois puissances occidentales et annoncée le 18 juin 1948. Sa dimension la plus spectaculaire en est l'introduction, le 20 juin 1948, d'une nouvelle monnaie le Deutsche Mark en remplacement du Reichsmark,. Par cette réforme monétaire, les Occidentaux détachent économiquement leur trizone de la zone soviétique. Les Occidentaux veulent étendre cette réforme à Berlin, ce que les Soviétiques refusent,.

### Refus du plan Marshall et échec du blocus de Berlin instauré par Staline
Staline est sur la défensive. Il réussit sans difficulté majeure à prendre le contrôle des pays d'Europe de l'Est « libérés » par l'Armée rouge auxquels il refuse la participation au plan Marshall initié en juin 1947. En revanche, la situation en Allemagne n'évolue pas dans le sens de sa mainmise sur l'Allemagne et même dans la zone d'occupation soviétique les élections organisées dans les Länder en 1946 ne donnent qu'entre 20 et 50 % des voix au Parti communiste.
Les Soviétiques décident fin 1947 d'utiliser Berlin pour forcer les alliés occidentaux à renoncer à leurs projets concernant l'Allemagne ou, à défaut, à quitter Berlin, ce qui consoliderait leur mainmise sur la partie orientale de l'Allemagne. Staline espère par ce moyen de pression ramener les Occidentaux à la table des négociations pour conserver l’unité de l’Allemagne et donc garder l'espoir d'en prendre le contrôle à terme. En réaction à la concrétisation des initiatives occidentales, Staline impose à partir du 24 juin 1948 un blocus total de Berlin-Ouest en violation de l’accord quadripartite qui prévoit que son ravitaillement soit assuré en mettant les approvisionnements en commun. Seul le ravitaillement par voie aérienne reste possible. Le pont aérien organisé par les Occidentaux va faire échec au plan de Staline qui doit se résoudre à lever le blocus le 12 mai 1949 en échange simplement de la tenue d'une nouvelle « Conférence des quatre ministres des Affaires étrangères » à partir du 23 mai suivant,.

## L'Allemagne renaissante mais divisée (1949-1954)
Dans un second temps, entre 1949 et 1954, la rupture entre les trois puissances occidentales et l'Union soviétique aboutit à la renaissance de l'Allemagne au prix de sa division en deux États, la RFA sur le territoire des zones américaine, britannique et française, la RDA sur le territoire de la zone d'occupation soviétique. La ligne de démarcation entre les deux États allemands forme la « frontière intérieure allemande ».

### Avènement de la RFA
Formé d'élus des onze Länder occidentaux, le Conseil parlementaire procède à partir du 1er septembre 1948 à la rédaction de la Loi fondamentale portant création de la République fédérale d’Allemagne. Celle-ci est adoptée le 8 mai 1949, quatre ans après la reddition du Reich allemand. Les premières élections fédérales ont lieu le 14 août 1949. Konrad Adenauer (CDU) est investi au poste de chancelier fédéral le 15 septembre 1949. Parallèlement, les trois alliés occidentaux s'accordent le 8 avril 1949 sur un statut unique d'occupation qui allège très sensiblement le régime d'occupation et octroie à la RFA en voie d'être constituée une large autonomie administrative et législative. Les gouverneurs militaires sont remplacés par des hauts-commissaires civils chargés de superviser le respect des engagements pris par les autorités allemandes. Ils forment ensemble la Haute Commission alliée, organe suprême de contrôle allié en RFA. Les dispositions régissant les relations entre les trois alliés occidentaux et la RFA sont définies par l'accord de Petersberg du 22 novembre 1949,.
Le 14 mai 1950 les trois alliés occidentaux publient une déclaration par laquelle ils réaffirment que la restauration d'une Allemagne unifiée ne peut advenir que sur la base d'élections libres et d'autres conditions dans les domaines des libertés individuelles et politiques.
En application de cet accord, la RFA entre au Conseil de l'Europe le 2 mai 1951. Le 18 avril 1951, la RFA signe le traité instituant la Communauté européenne du charbon et de l'acier (CECA) qui traduit son intégration dans la construction de l'Europe communautaire occidentale.

### Avènement de la RDA
Moins de cinq mois après la fondation de la RFA, la République démocratique allemande (RDA) est proclamée le 7 octobre 1949. L'Union soviétique établit des relations diplomatiques avec la RDA le 16 octobre 1949, mais les Occidentaux refusent de reconnaître la RDA qui, comme la RFA, prétend parler pour toute l'Allemagne. Dans les mois qui suivent, la RDA établit des relations diplomatiques avec tous les États communistes.
De façon symétrique avec l'évolution du statut d'occupation de la RFA, l'Union soviétique transfère aux autorités de la RDA les fonctions administratives qu'exerçait son administration militaire en Allemagne (SMAD), qu'elle dissout le 10 octobre 1949 et remplace par la Commission de contrôle soviétique (SKK), elle-même dissoute le 28 mai 1953. Un Haut commissaire d'Union soviétique en Allemagne est alors nommé.
La RDA devient membre du Conseil d'assistance économique mutuelle en septembre 1950. De nombreux accords de coopération sont ensuite signés entre la RDA et l'Union soviétique.

## L'Allemagne divisée mais restaurée dans sa souveraineté et réarmée (1954-1956)
Dans un troisième temps, entre 1954 et 1956, l'existence des deux États allemands est consolidée par leur intégration complète et leur réarmement au sein des blocs de l'Ouest et de l'Est. Leur souveraineté complète est aussi restaurée sauf sur les questions relatives à l'Allemagne dans son ensemble et à Berlin pour lesquelles les quatre puissances conservent leurs droits réservés.

### Nouvelles initiatives des Occidentaux
La guerre froide s'intensifie et l'éclatement de la guerre de Corée en juin 1950 met les questions de sécurité en Europe au premier rang des préoccupations des Occidentaux. Les puissances alliées occidentales considèrent que la sécurité de l'Europe de l'Ouest ne peut être assurée sans le réarmement de l'Allemagne de l'Ouest dont la situation géographique en première ligne face au bloc de l'Est et le « miracle économique » justifient qu'elle participe pleinement à sa défense et à celle du bloc de l'Ouest. Une première formule est trouvée en 1950 qui consiste à former, avec les six États - dont la RFA - déjà partenaires dans la CECA, une Communauté européenne de défense (CED), dont les forces seraient intégrées avec celles des États-Unis dans l'OTAN,.
En échange de son soutien au réarmement de la RFA voulu par les « Trois Puissances », le chancelier allemand Konrad Adenauer obtient que la RFA accède à la pleine souveraineté. Les négociations aboutissent à la signature des accords de Bonn, le 26 mai 1952, dont le texte principal est la Convention sur les relations entre les Trois Puissances et la République fédérale d’Allemagne qui stipule que « la République fédérale a pleine autorité sur ses affaires intérieures et extérieures, sous réserve des exceptions figurant dans la présente Convention ». Les accords de Bonn mettent fin au statut d'occupation à l'exception des questions internationales touchant l'Allemagne dans son ensemble et Berlin pour lesquelles les trois puissances conservent leurs droits réservés. Les Accords de Bonn sont ratifiés par la RFA, le Royaume-Uni et les États-Unis, mais ils ne peuvent entrer en vigueur du fait que l’Assemblée nationale française refuse de ratifier le traité CED auquel ils sont liés.
L'échec de la ratification de la CED par la France en 1954 implique de trouver une autre solution pour le réarmement allemand. Les conférences de Londres et de Paris conduisent à la signature des accords de Paris le 23 octobre 1954, qui prévoient notamment que l'Allemagne de l'Ouest accède au traité de l'Atlantique nord et que ses futures forces militaires soient intégrées dans celles de l'OTAN. Les accords de Bonn de 1952 voient finalement le jour sous une forme amendée par le « Protocole sur la cessation du régime d'occupation dans la RFA » signé dans le cadre des accords de Paris et entré en vigueur le 5 mai 1955. Le chancelier Adenauer signe à Paris l'accession officielle de la RFA au Traité de l'Atlantique nord le 6 mai 1955. La RFA entreprend la mise sur pied de son armée, la Bundeswehr, dans le courant de 1956.

### Réactions des Soviétiques
L'Union soviétique publie le 25 mars 1954 une déclaration par laquelle elle reconnaît la pleine souveraineté de la RDA, tout en conservant - comme les puissances occidentales - ses droits réservés résultant des accords de 1945 entre les quatre Alliés.
Le 14 mai 1955, quelques jours seulement après l'entrée en vigueur des accords de Paris, l'Union soviétique fonde sa propre organisation de défense, le pacte de Varsovie, avec l'Allemagne de l'Est, la Bulgarie, la Tchécoslovaquie, la Hongrie, la Pologne, la Roumanie et l'Albanie. Le traité instituant cette alliance en justifie la création en affirmant que « la situation qui s’est créée en Europe par suite de la ratification des accords de Paris qui prévoient la formation d’un nouveau groupement militaire sous la forme de l’Union de l’Europe occidentale avec la participation de l’Allemagne occidentale en voie de remilitarisation et avec son intégration au bloc nord-atlantique, (…) augmente le danger d’une nouvelle guerre et crée une menace à la sécurité nationale des Etats pacifiques ».
Les Soviétiques dénoncent vivement les accords de Paris dans une déclaration conjointe avec les dirigeants de tous les États satellites d'Europe de l'Est publiée le 2 décembre 1954. Toutefois, ils mettent fin à l'état de guerre avec l'Allemagne le 25 janvier 1955, puis établissent des relations diplomatiques officielles avec la RFA le 13 septembre 1955.
Dans la foulée, le traité concernant les relations entre l'URSS et la RDA, signé le 20 septembre 1955, établit la base légale de la présence en RDA des forces armées soviétiques et réaffirme sa souveraineté, en symétrie avec les accords de Paris. Le 18 janvier 1956, la RDA crée un ministère de la Défense et son armée, la Nationale Volksarmee (NVA), qui est intégrée aux structures de commandement des forces du pacte de Varsovie.

## Droits réservés des Quatre Puissances après 1954
Entre 1954 et 1956, la RFA et la RDA ont retrouvé leur souveraineté, à l'exception des questions internationales touchant l'Allemagne dans son ensemble et Berlin pour lesquelles les Quatre Puissances conservent leurs droits réservés issus des accords d'occupation de 1945. Elles vont les utiliser à l'occasion de la crise de Berlin (1958-1963) et de son règlement en 1971. Elles y mettent fin en 1990 lors de la réunification allemande. En définitive, il n'y eut jamais de traité de paix avec l'Allemagne consécutivement à la Seconde Guerre mondiale. En 1990, le traité de Moscou prend acte de la réunification et met fin à ce qui restait des accords de Potsdam.

### L'Allemagne et Berlin au cœur de la guerre froide en Europe (1954-1989)
En ouvrant une nouvelle crise à Berlin en 1958, Moscou tente une nouvelle fois de faire bouger les lignes en sa faveur. Il s'agit au minimum que les Occidentaux abandonnent Berlin-Ouest et au mieux de détacher la RFA du bloc de l'Ouest. Les pressions soviétiques échouent, la crise se conclut par la construction du mur de Berlin en 1961. La situation demeure tendue à Berlin, même si des accords ponctuels permettent de faciliter les transits entre la RFA et Berlin-Ouest, et entre Berlin-Ouest et Berlin-Est. La détente qui s'installe entre les deux blocs à la fin des années 1960 permet de trouver un terrain d'entente sur le statut de Berlin et à ses conditions d'accès. Après dix-sept mois de négociations, l'accord quadripartite sur Berlin est signé le 3 septembre 1971 dans les locaux du Conseil de contrôle allié. Il entre en vigueur le 3 juin 1972 lors de sa ratification en session du CMAE. Cet accord est conclu par les États-Unis, la France, le Royaume-Uni et l'Union soviétique « agissant sur la base de leurs droits et responsabilités quadripartites et des accords et décisions correspondants des quatre puissances au temps de la guerre et de l'après-guerre, qui ne sont pas affectés ». Ce rappel montre que jusqu'à la fin de la guerre froide en 1990, les anciens alliés tiennent à conserver un droit de regard sur les questions concernant l'Allemagne qui ont un impact sur le statu quo en Europe et l'équilibre Est-Ouest. De ce point de vue diplomatique et juridique, le statut de l'Allemagne n'évolue plus jusqu'à sa réunification.

### L'Allemagne réunifiée (1990)
La chute du mur de Berlin le 9 novembre 1989 et plus largement la chute des régimes communistes en Europe de l'Est ouvrent la voie à la réunification de l'Allemagne. Le Traité portant règlement définitif concernant l'Allemagne est signé à Moscou le 12 septembre 1990. Par ce traité, les « Quatre Puissances » reconnaissent qu'avec « l'unification de l'Allemagne en tant qu'Etat démocratique et pacifique, [leurs] droits et responsabilités (…) relatifs à Berlin et à l'Allemagne dans son ensemble perdent leur fonction ». Le traité stipule que « l'Allemagne unie jouira (…) de la pleine souveraineté sur ses affaires intérieures et extérieures ». Les restrictions à la souveraineté allemande qui figuraient dans les Accords de Paris et dans les traités entre la RDA et l'Union soviétique disparaissent. Bien qu'il n'en porte pas le titre, ce traité fait office de traité de paix en mettant fin aux droits et responsabilités des Quatre Puissances relatifs à Berlin et à l'Allemagne dans son ensemble,.

## Délimitation géographique des zones d'occupation
Les zones d'occupation ont été définies sans s'appuyer sur les découpages territoriaux qui préexistaient. Aussi, les Länder recréés dans les zones d'occupation ne recoupent-ils que partiellement les limites des anciens Länder d'avant-guerre. Seules les structures communales sont encore en place au début de l'occupation. Elles vont constituer le point de départ de la renaissance de l'organisation administrative et politique en Allemagne.

### Zone américaine
Elle était constituée par :
- la Bavière ;
- la Hesse ;
- le Wurtemberg-Bade ;
- le Land de Brême (comprenant les villes de Brême et de Bremerhaven).

Son quartier général était situé dans le bâtiment de l'IG Farben à Francfort-sur-le-Main en Hesse. La 7e armée américaine fut la force terrestre chargée de l'occupation militaire avec la 3e armée qui rentra aux États-Unis en 1947.

### Zone britannique
Elle était constituée par :
- le Schleswig-Holstein ;
- le Land de Hambourg ;
- la Basse-Saxe ;
- la Rhénanie-du-Nord-Westphalie.

Son quartier général était établi dans la ville de Bad Oeynhausen en Rhénanie-du-Nord-Westphalie.
- Une zone belge existait au sein de la zone britannique. Elle comprenait un territoire jouxtant la Belgique, incluant les villes d'Aix-la-Chapelle, Bad Godesberg et Bonn.
- Les Alliés rejettent le plan Bakker-Schut par lequel les Pays-Bas revendiquaient certains territoires allemands[j].

### Zone française
Elle était constituée par :
- le Wurtemberg-Hohenzollern ;
- la Bade ;
- la Rhénanie-Palatinat ;
- la Sarre (ce territoire se constitua en un État indépendant et souverain sous protectorat français, le 15 décembre 1947. Il réintégra la RFA à la suite du référendum du 23 octobre 1955 avec le statut de Land).

Son quartier général était situé à Baden-Baden dans le Land de Bade.

### Zone soviétique
Elle était constituée par :
- la Thuringe ;
- la Saxe-Anhalt ;
- la Saxe ;
- le Brandebourg ;

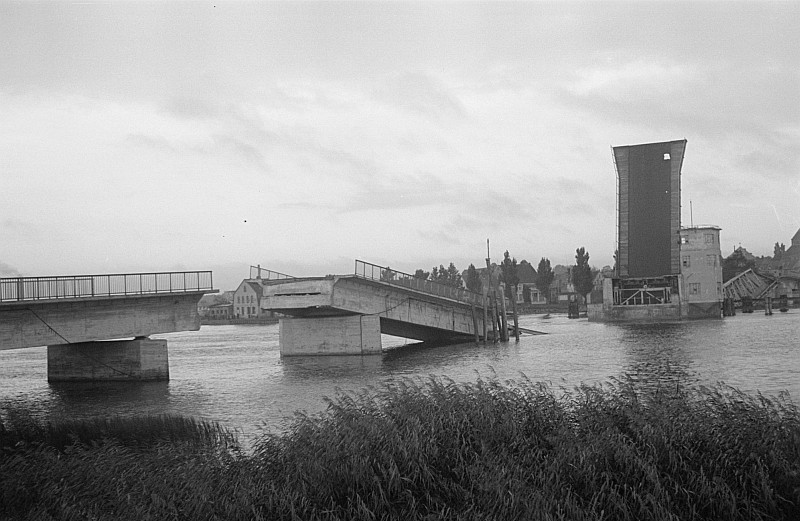
Infrastructures routières détruites par les bombardements aériens à Wolgast sur l'île de Usedom, à 30 kilomètres de l'actuelle frontière avec la Pologne, en 1946.

- le Mecklembourg-Poméranie-Occidentale.

Son quartier général était situé à Berlin-Est, dans le quartier de Karlshorst (district de Lichtenberg).

### Zones d'occupation à Berlin
Les secteurs d'occupation ont été délimités par rapport aux 20 districts administratifs établis lors de la création du Grand Berlin en 1920 :
- Secteur américain : les districts de Kreuzberg, Neukölln, Tempelhof, Schöneberg, Steglitz et Zehlendorf.
- Secteur britannique : les districts de Tiergarten, Charlottenburg, Wilmersdorf et Spandau.
- Secteur français : les districts de Reinickendorf et Wedding.
- Secteur soviétique : les districts de Mitte, Prenzlauer Berg, Friedrichshain, Treptow, Köpenick, Lichtenberg, Weißensee, Pankow, Marzahn*, Hohenschönhausen* et Hellersdorf*[k].

La ville est placée sous la direction quadripartite d'une Kommandantur interalliée (de) siégeant à Dahlem dans le bâtiment servant actuellement de siège administratif à l'Université libre de Berlin.

### Formation des nouveaux Länder
| Land ou territoire                 | Zone d'occupation | Superficie (km2) | Population (millions) |
| ---------------------------------- | ----------------- | ---------------- | --------------------- |
| Bavière                            | Américaine        | 70 238           | 8,74                  |
| Hesse                              | Américaine        | 21 109           | 3,97                  |
| Württemberg-Bade                   | Américaine        | 15 703           | 3,58                  |
| Brême                              | Américaine        | 21 109           | 0.48                  |
| Zone américaine                    | Zone américaine   | 128 159          | 16,77                 |
| Rhénanie-du-Nord-Westphalie        | Britannique       | 33 948           | 11,68                 |
| Basse-Saxe                         | Britannique       | 47 288           | 6,22                  |
| Schleswig-Holstein                 | Britannique       | 15 668           | 2,57                  |
| Hamburg                            | Britannique       | 747              | 1,40                  |
| Zone britannique                   | Zone britannique  | 97 651           | 21,87                 |
| Rhénanie-Palatinat                 | Française         | 19 828           | 2,74                  |
| Bade                               | Française         | 9 952            | 1,18                  |
| Württemberg-Hohenzollern           | Française         | 10 095           | 1,05                  |
| Sarre (protectorat)                | Française         | 2 559            | 0,85                  |
| Zone française                     | Zone française    | 42 434           | 5,82                  |
| Saxe                               | Soviétique        | 16 992           | 5,51                  |
| Saxe-Anhalt                        | Soviétique        | 24 669           | 4,14                  |
| Thuringe                           | Soviétique        | 15 598           | 2,91                  |
| Brandebourg                        | Soviétique        | 26 976           | 2,51                  |
| Mecklembourg-Poméranie-Occidentale | Soviétique        | 22 938           | 2,11                  |
| Zone soviétique                    | Zone soviétique   | 107 173          | 17,18                 |
| Berlin Ouest                       | USA/GBR/FRA       | 481              | 2,01                  |
| Berlin Est                         | Soviétique        | 403              | 1,17                  |
| Berlin                             | Berlin            | 884              | 3,18                  |
| Total Allemagne                    | Total Allemagne   | 376 301          | 64,82                 |

Désireux de pouvoir s'appuyer sur une administration allemande de niveau régional, les Américains structurent dès septembre 1945 leur zone d'occupation en trois zones administratives appelées « États », les futurs Länder, dotées d'un gouvernement dirigé par un ministre-président : la Bavière, la Hesse et le Württemberg-Bade. Ces États sont soumis à l'autorité supérieure du gouvernement militaire américain, mais disposent de pleins pouvoirs législatifs, judiciaires et exécutifs, dans la mesure où leur exercice ne contredit pas les mesures antérieures et futures prises par le CCA. La mise en place d'institutions démocratiques, qui suppose l'organisation d'élections, est prévue.
Les Britanniques définissent durant l'été 1946 l'organisation administrative de leur zone en concertation avec un « Conseil consultatif » composé des représentants de toutes les provinces et de tous les partis politiques. Ce conseil est présidé par Kurt Schumacher, personnalité politique de premier plan qui refonde le SPD en Allemagne au lendemain de la guerre. Le Land de Rhénanie-du-Nord-Westphalie est créé par amalgame de la province de Westphalie et le Nord de la province de Rhénanie dont la partie méridionale est sous occupation française. Ce Land comprend toute la Ruhr, dont l'avenir est à ce moment-là au cœur des désaccords entre les Alliés.
Les Länder vont être les acteurs de la constitution d'un État fédéral central. La République fédérale d'Allemagne est formée en 1949 des 11 Länder des zones d'occupation américaine, britannique et française et de Berlin-Ouest qui bénéficie d'un statut particulier. En 1952, les Länder de Bade, Wurtemberg-Hohenzollern et Wurtemberg-Bade sont fusionnés pour créer le Bade-Wurtemberg. En 1957, la Sarre rejoint la RFA et en devient le dixième Land. Cette organisation administrative demeure jusqu'à la réunification allemande en 1990, date à laquelle les cinq Länder situés en RDA sont intégrés à l'Allemagne. Berlin est réunifiée et redevient la capitale du pays en 1991.
Un recensement de la population allemande est réalisé en octobre 1946, après que des déplacements de population concernant plusieurs millions de personnes ont eu lieu en provenance des régions à forte population allemande désormais incluses en Pologne et Tchécoslovaquie essentiellement.